# Callia halticoides
Callia halticoides là một loài bọ cánh cứng trong họ Cerambycidae.